# Costa del Perú
Se distingue como la costa a la larga y estrecha región litoral del Perú entre el océano Pacífico y las estribaciones de los Andes peruanos. En su mayor parte, constituye una zona de clima cálido o templado caracterizado por sus bajas precipitaciones. Presenta un desierto costero por efecto de la fría corriente de Humboldt sobre las precipitaciones y la sombra orográfica que generan los Andes.

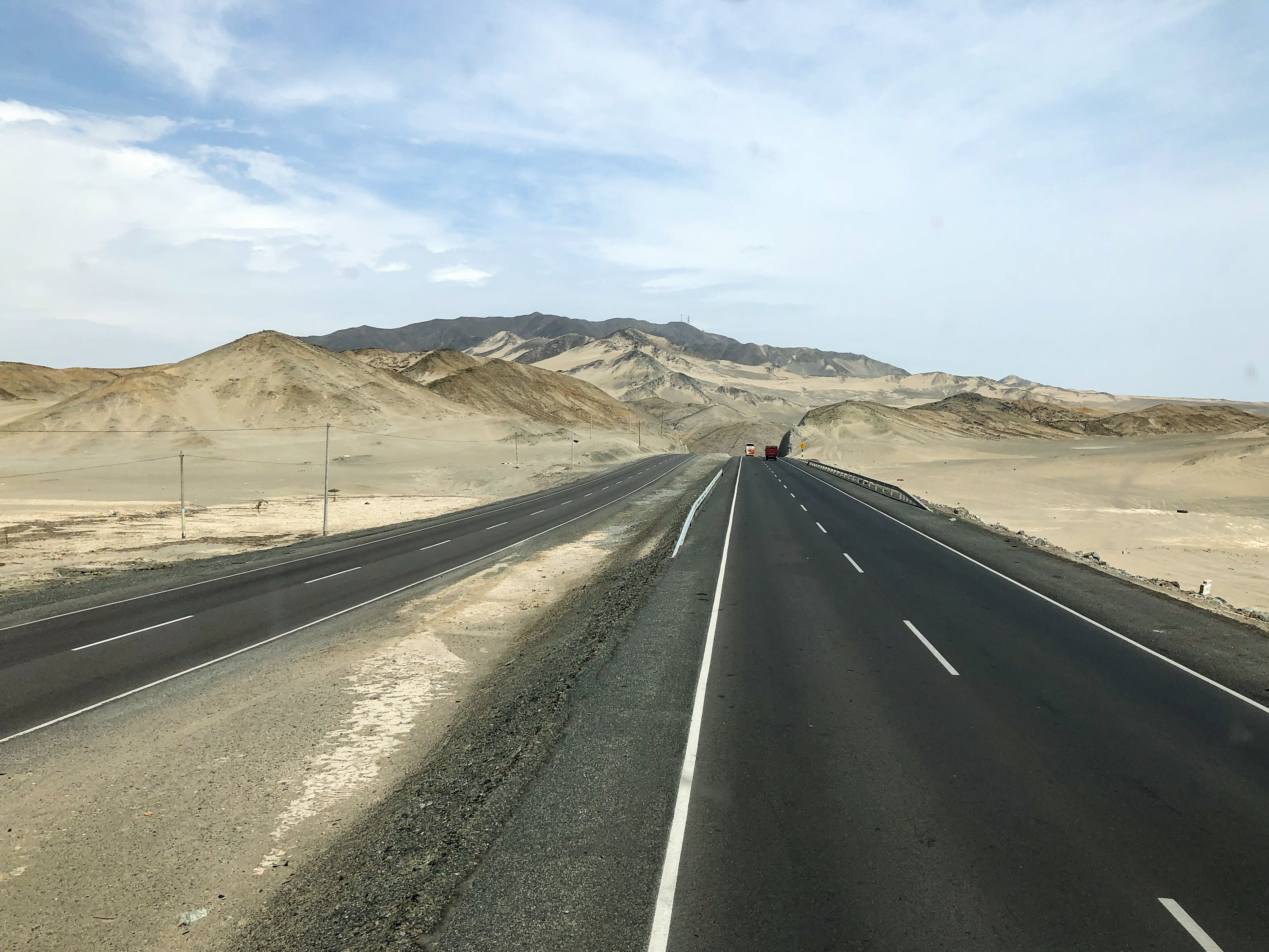
Vista del entorno desértico costero, con dunas y montañas rocosas que marcan estribaciones andinas.

El desierto costero da paso al bosque seco en el extremo norte de la costa peruana, donde las precipitaciones son mayores debido a la confluencia de la corriente de Humboldt con la contracorriente ecuatorial y la reducción de la sombra orográfica andina por la baja altitud de la Depresión de Huancabamba. 

Diversos ríos de corto recorrido y caudal estacional atraviesan la Costa de este a oeste, sustentando vegetación riparia y permitiendo la agricultura intensiva. La altitud máxima de la región varía de norte a sur, presentando su mayor altitud en el extremo meridional, se estima una media de 500 m s. n. m. Tiene unos 2250 km de longitud, aunque el litoral alcanza los 3080 km y tiene un ancho variable entre los 15 km en Arequipa y los 180 km en Piura. 

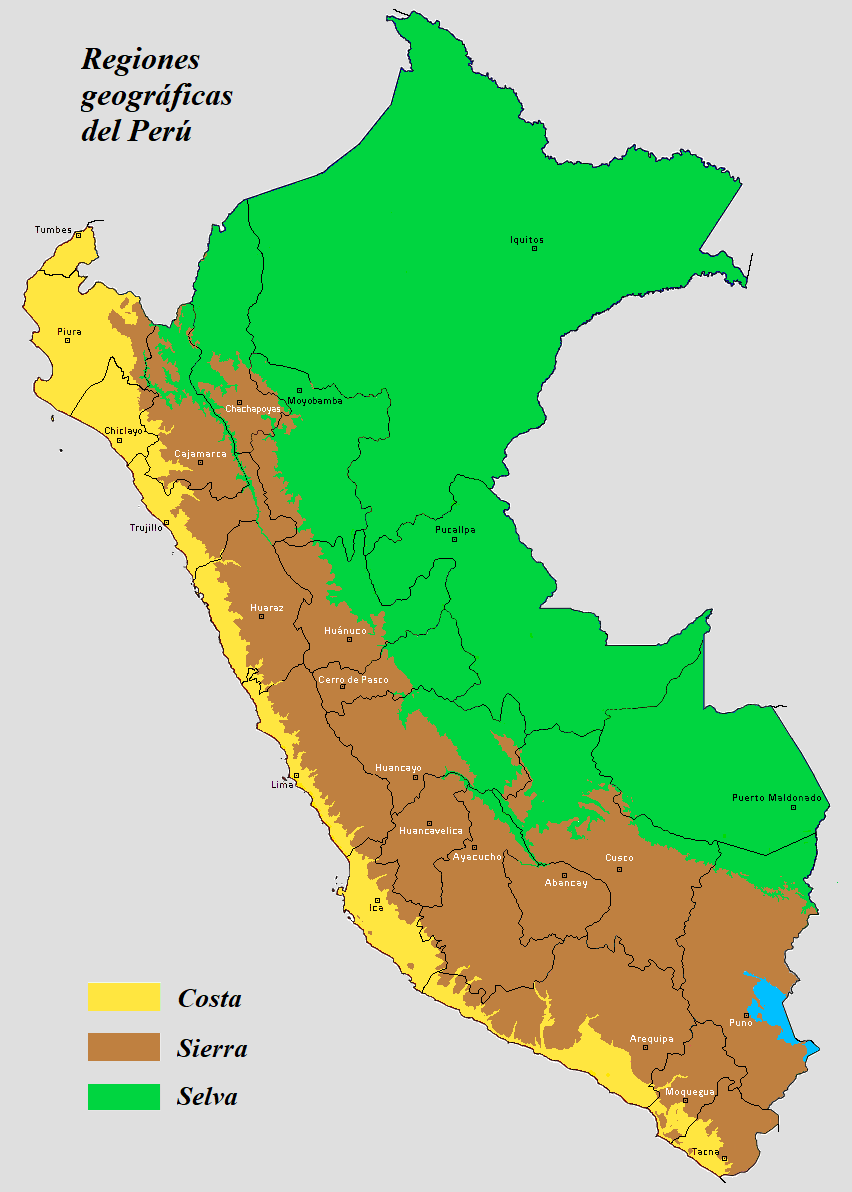
Mapa de la Costa en color amarillo.

En Cajamarca, se le denomina también como Llanos. Se considera que la Costa es una de las tres regiones tradicionales del país, concepto introducido en 1865 por Paz Soldán, en su "Atlas del Perú".

## Relieves

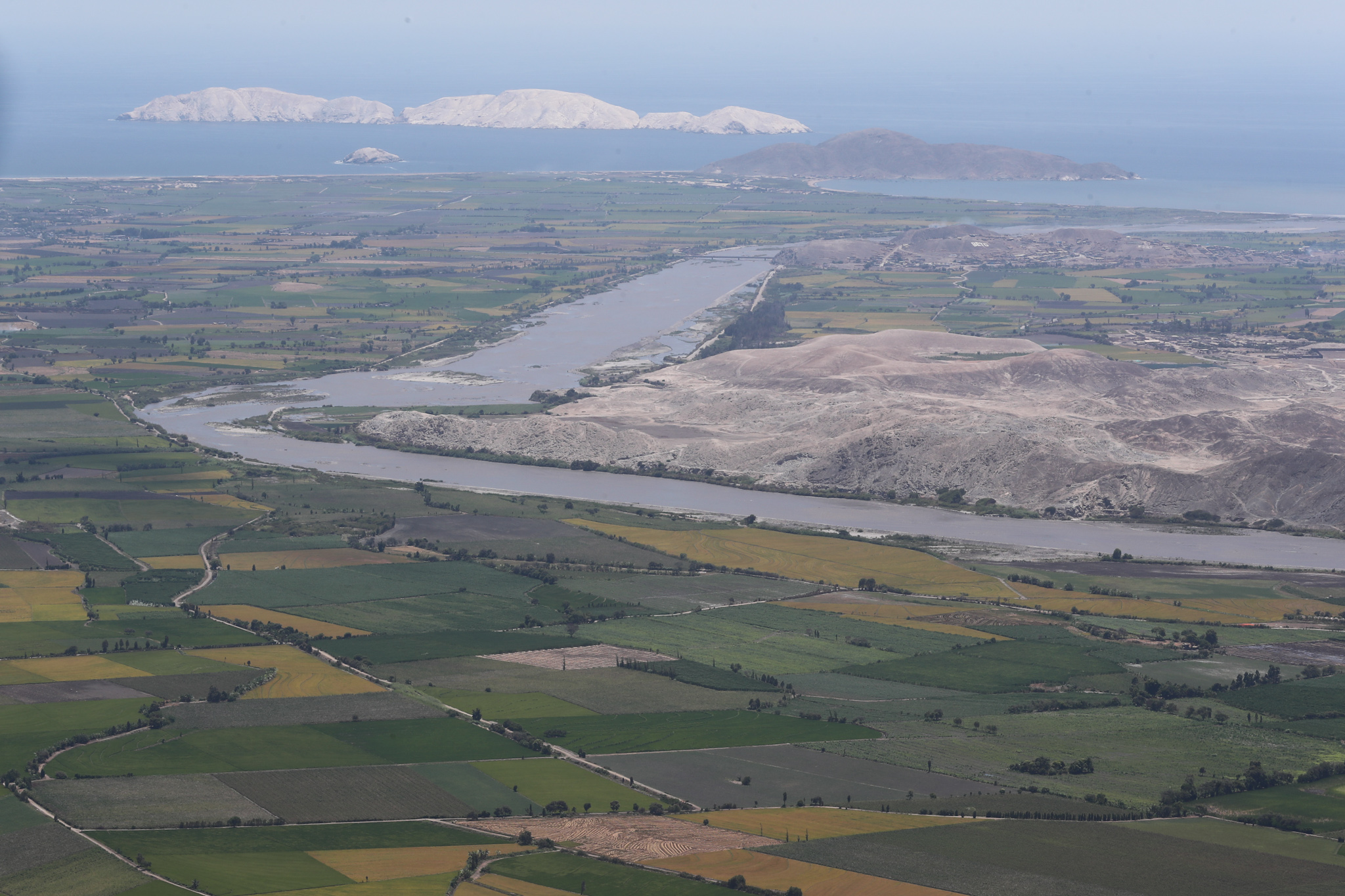
Vista del río Santa. Este río sirve como límite natural entre los departamentos de La Libertad y Áncash.

### Sectores
- Costa norte: Se extiende desde la frontera con el Ecuador hasta la península de Illescas (Piura).
- Costa centro: Se extiende desde la península de Illescas (Piura) hasta la península de Paracas (Ica).
- Costa sur: Se extiende desde la península de Paracas (Ica) hasta la frontera con Chile.

### Principales relieves costeros

#### Valles costeros
- Son las áreas más productivas (agricultura) y las más pobladas del país.
- Llamados valles en abanico fluvial.
- Se forman por depositación fluvial.
- Ejemplos: Valle del Chira, valle de Piura, valle de Chicama, valle de Ica, valle de Camaná.

#### Pampas costeras
- Son áreas de formación aluvional (por materiales arrastrados por ríos extintos) y son potencialmente agrícolas pero carentes de agua, por ello aquí se realizan proyectos de irrigación.

- Principales proyectos de irrigación:

Proyecto de Olmos en Lambayeque: es la más extensa.
Proyecto de Chavimochic en los valles de La Libertad sobre el río Santa.
Proyecto de Chinecas en los valles de Áncash sobre el río Santa.
Proyecto de irrigación imperial en Ica sobre el río Cañete.

#### Desiertos
- Son áreas improductivas, aquí encontramos formaciones de dunas.
- Principales desiertos:

Desierto de Sechura: es el más extenso del Perú.
Desierto de Ica: es el más turístico.
Desierto de Virú es tropical
Desierto de Nazca

#### Tablazos
- Son áreas en proceso de levantamiento (epirogénesis).
- Se extrae petróleo en estos relieves.
- Principales tablazos:

Máncora (Piura): el más alto.
La Brea (Piura): el más antiguo.
Paita (Piura): el más extenso.
Tablada de Lurín (Lima).

#### Depresiones
- Son áreas en proceso de hundimiento y bajo nivel del mar (se ubican en grietas y cerca al mar).
- Tipos:

Salinas: Bayóvar (Piura, depresión más profunda del país (37 m.b.n.m.)), Huacho (Lima), Otuma (Ica).
Albúferas: Llamadas pantanos, humedales o lagunas costeras. Ejemplos: Humedales de Ventanilla, albúferas de Medio Mundo, Pantanos de Villa.

#### Estribaciones andinas
- Son áreas o formaciones rocosas ligeramente elevadas y se ubican cerca al mar. Algunos son utilizados para telecomunicaciones.
- Principales: cerro San Cristóbal (Perú) (Lima), cerro El Agustino, Morro Solar.

#### Lomas
- Vegetación espontánea y efímera que se forman por la asociación de estribaciones andinas y la humedad de invierno que se concentran en sus laderas.
- Principales lomas: lomas de Lachay, Lúcumo, Santo Domingo, Amancaes, Atiquipa.

#### Esteros
- Son formaciones boscosas cuya principal planta es el mangle, ubicada principalmente en la desembocadura del río Tumbes (delta).

## Clima
Presenta un clima semicálido muy árido, salvo en el extremo norte que es de clima tropical seco. A pesar de la desertificación hay alta humedad atmosférica, lo que produce una ligera sensación de frío, aunque la temperatura raramente baja a 12 °C. Durante el verano, en cambio, el sol brilla con fuerza y la temperatura alcanza con frecuencia los 30 °C. Las regiones centrales y sur de la costa peruana poseen dos estaciones bien marcadas: una invernal, entre junio y octubre; y una estival, entre diciembre y abril. La zona más norteña de la costa (Piura y Tumbes), por su parte, no sufre el efecto de las aguas frías, lo que se traduce en casi 300 días de sol y temperaturas cálidas a lo largo del año (hasta 35 °C en el verano).
El período de lluvias se produce entre noviembre y marzo.

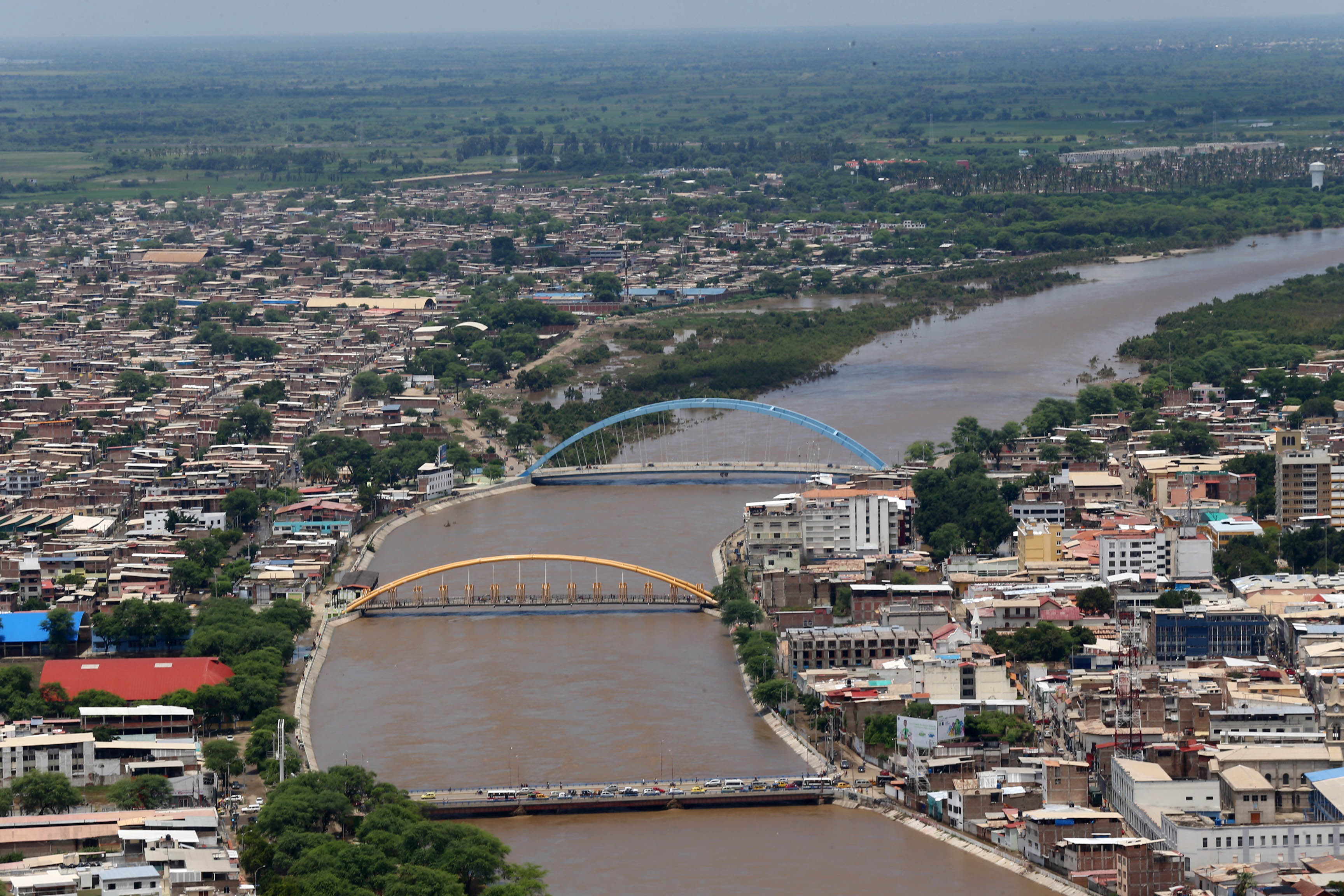
Vista del río Piura atravesando la ciudad homónima.

### Costa norte
En la costa norte el clima es más cálido y promedia los 23-25 °C. Las regiones de Piura y Tumbes presentan precipitaciones oscilan entre los 50 y los 200 mm solamente durante los veranos y el clima es de tropical-seco o más conocido como de tipo sabana tropical. Los inviernos son cálidos pero muy secos, rara vez la temperatura baja de los 23 o 25 °C durante el día, aunque cae hasta los 16 °C por las noches (costa sur de Piura, costa de Lambayeque y costa norte de La Libertad). En invierno existe la presencia de vientos en la costa debido a la presencia de la fría corriente de Humboldt.

### Costa central

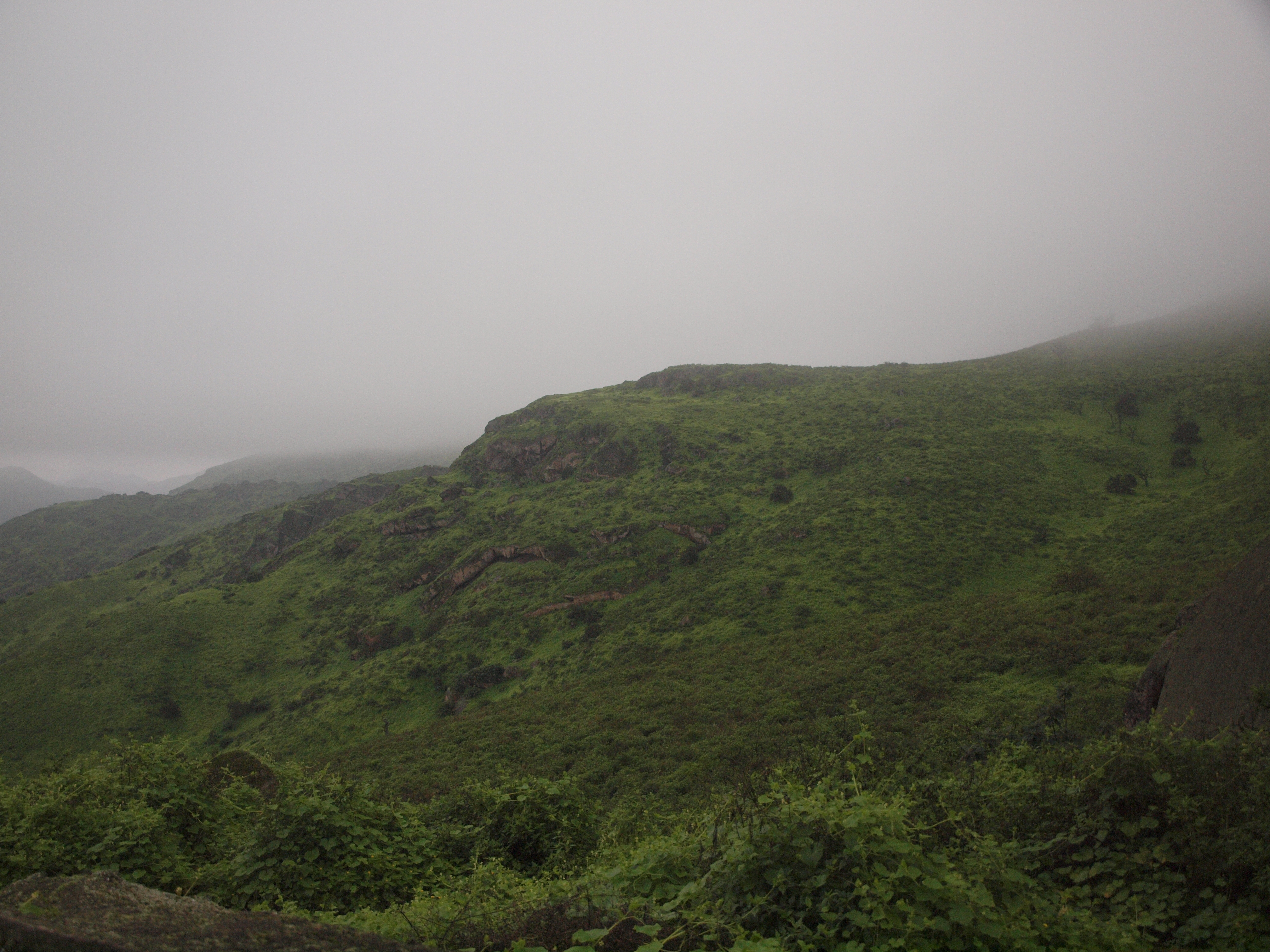
En los meses fríos y húmedos, la niebla se concentra en ciertos puntos, formando lomas estacionales. Por ejemplo, las lomas de Lachay.

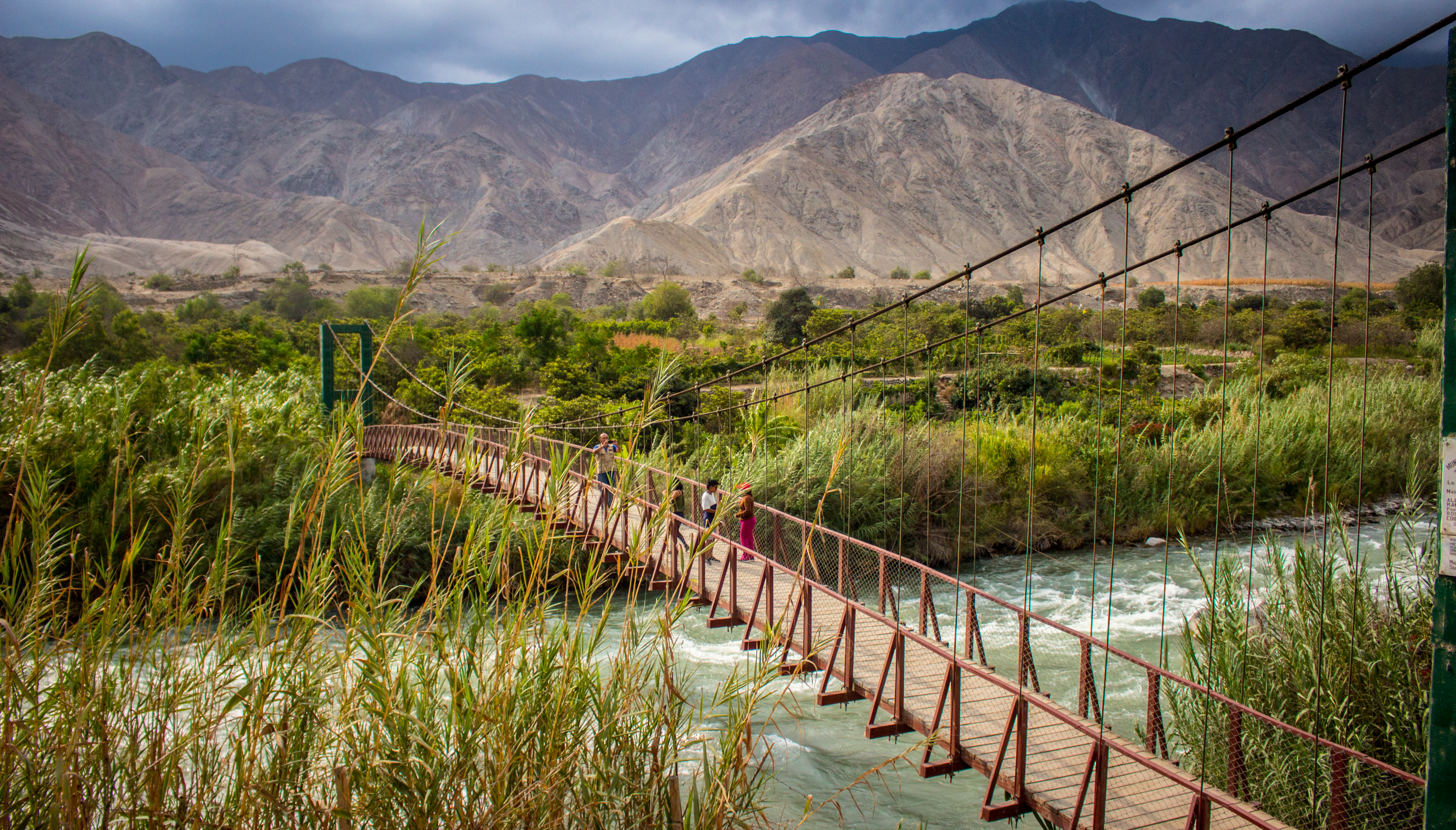
Puente colgante en Lunahuaná.

La Costa central donde se ubica la capital, Lima, posee características climáticas de orden desértico: con escasez de lluvias durante todo el año. El clima es templado-cálido ausente de extremo frío, pero también carente de extremo calor. Los veranos, de diciembre a abril, son mayormente despejados y calientes con temperaturas máximas entre 26 °C y 28 °C alcanzando algunos días 30 °C a mediados de febrero y comienzos de marzo, a la vez que la humedad produce bochorno aumentando la sensación térmica hasta en 3 grados más; las madrugadas son frescas con mínimas de 19 a 20 °C. En los meses de inviernos, entre junio a octubre, los días son templados, mayormente nublados con muy baja radiación solar y brumas persistentes, y con alta humedad, la temperatura media oscila entre los 13 °C y los 19 °C.

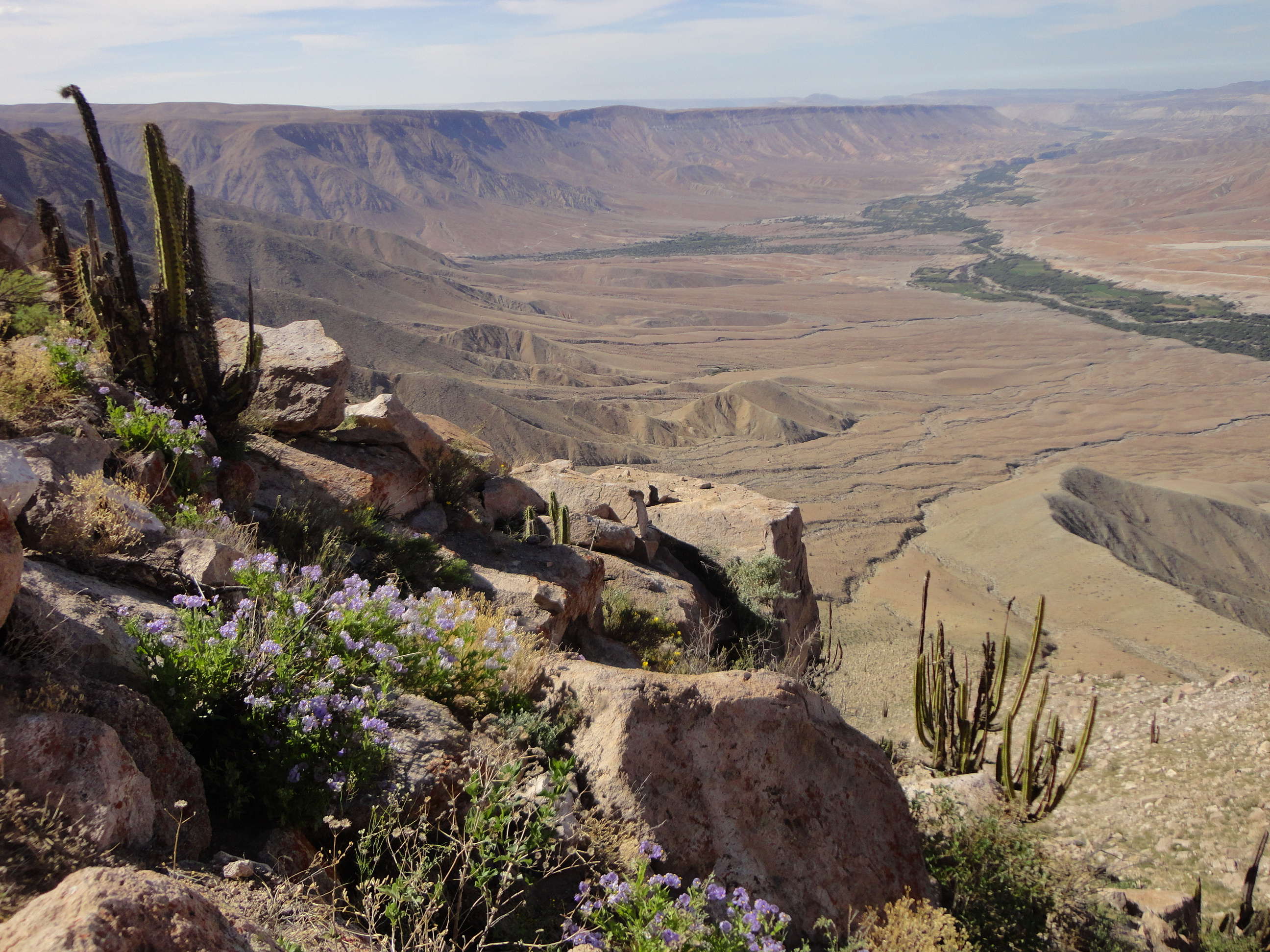
Vista del valle de Caravelí.

### Costa sur
La costa sur es menos húmeda y con mayor radiación solar durante los días de invierno que la costa centro, se mantiene con 22 °C durante el día, aunque por las noches alcanza temperaturas más frías que la costa centro, entre 8 a 10 °C. Los veranos que son de diciembre a abril, mantienen temperaturas cálidas de 28 °C a media tarde y 20 °C por las madrugadas. La región del desierto de Nazca sí logra temperaturas superiores durante el verano. La primavera y el otoño mantiene temperaturas que oscilan entre los 17 °C y 22 °C.

## Ecorregiones
La Costa peruana incluye ecorregiones como el desierto costero peruano, el bosque seco ecuatorial y una pequeña porción de bosques tropicales al noroeste del departamento de Tumbes.

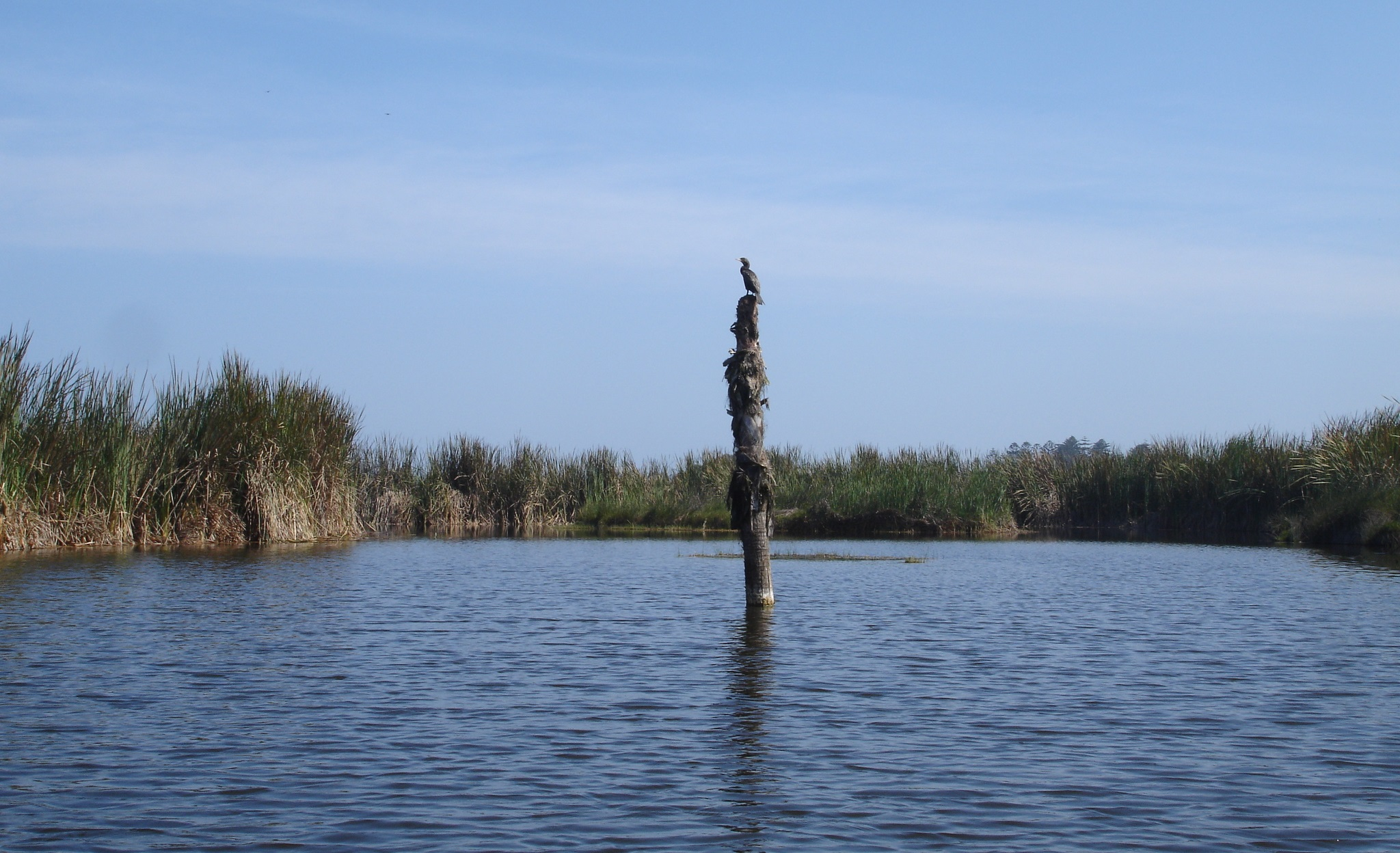
Humedales costeros en los Pantanos de Villa.

## Demografía
Más de la mitad de la población peruana (58,1 %) es costeña; 17,3 millones de habitantes los cuales viven en 136 232,85 km2 que representan el 10,6 % del territorio peruano.
El mestizaje producido entre los siglos XV y XVIII en la costa peruana entre blancos (criollos) e indígenas y negros hizo que la denominación «criollo» rotulara por extensión a los costeños, puesto que prácticamente toda la población vivía en la costa (posteriormente fue que se produjo la migración hacia la sierra andina), por esa razón los términos “criollo” y “costeño” en muchos casos se utilizan indistintamente en Perú, aunque tal uso no siempre sea procedente. 

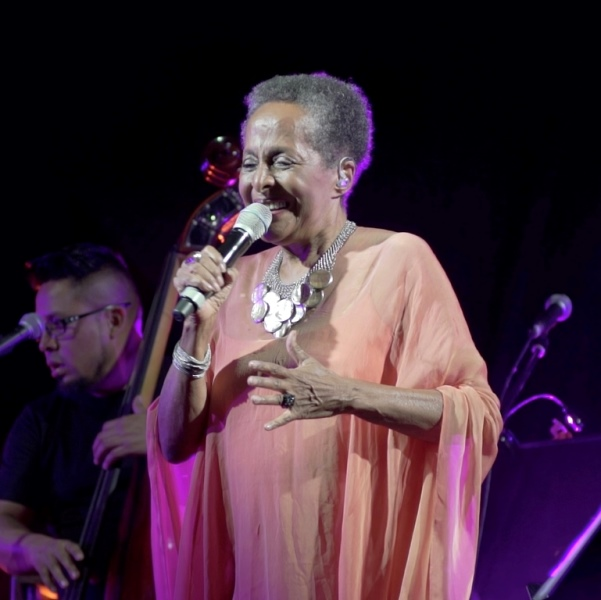
Susana Baca, cantante afroperuana y exministra de cultura.

Etnográficamente, en toda la costa peruana la mayoría de la composición étnica es la mestiza (de la mezcla racial de blanco con indígena), seguida de la población blanca y en minorías pequeñas la población afrodescendiente e indígena.
Es preciso destacar que las Afroperuano comunidades afrodescendientes han dado cierto aporte a la idiosincrasia y cultura costeñas. La población negra se estableció en la costa peruana por la necesidad de mano de obra en el trabajo rural. Al Perú llegaron negros criollos de las Antillas, y miembros de distintas culturas africanas; no constituían etnias específicas, sino disgregadas, que gestaron en tierras peruanas una nueva identidad social y cultural. 
Parte de la costa peruana tiene influencia negra, pero ésta se manifiesta con mayor intensidad en las danzas (por ejemplo, la Danza de Negritos en Chincha), el canto, los instrumentos musicales (cajón o caja peruana), la Literatura del Perú literatura, el deporte y la gastronomía del Perú. 
La mayor concentración de los afroperuanos se halla al sur de Lima: Cañete, Chincha, Ica, y Nasca.

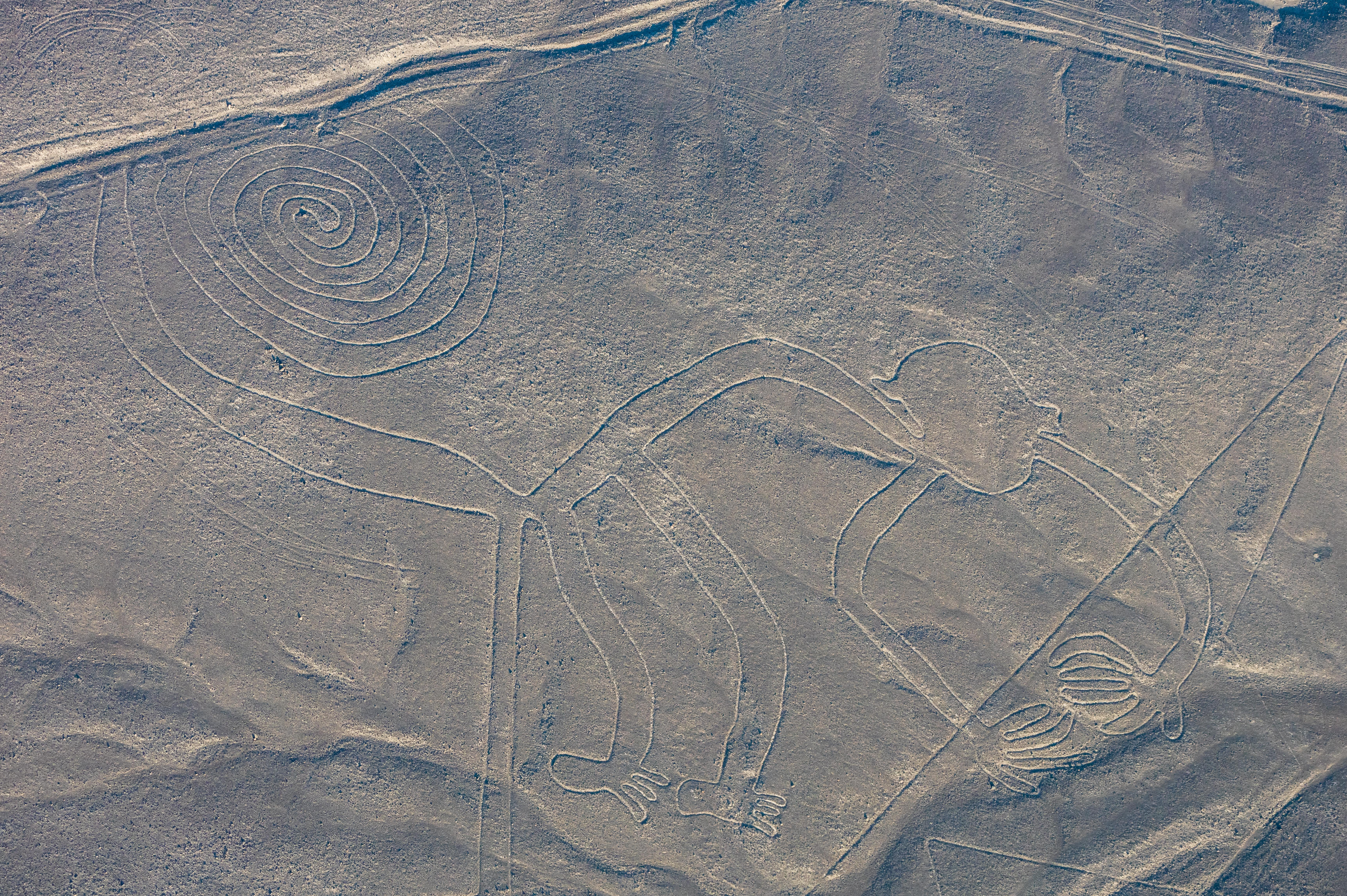
Vista aérea del "Mono", uno de los geoglifos más conocidos de las Líneas de Nazca.

En tiempos prehispánicos la región de la costa estuvo habitada por los incas, quienes hablaban una variedad del quechua clásico (quechua costeño o marítimo), principalmente en los actuales departamentos de Ica y Lima.

### Principales ciudades
En 1993, más de la mitad de la población del Perú habitaba en la Costa, pues a pesar de su naturaleza desértica, sus fértiles valles han dado lugar a regiones urbanas densamente pobladas. Las principales ciudades de esta región son:
En la costa norte: Tumbes, Piura, Chiclayo, Trujillo
En la costa central: Lima, Callao, Chimbote, Huacho, Ica, Nazca
En la costa sur: Camaná, Mollendo, Ilo, Tacna
También destacan las ciudades (de norte a sur): Pacasmayo, San Pedro de Lloc, Talara, Paita, Chulucanas, Lambayeque, Chepén, Casma, Huarmey, Barranca, Huaral, Chancay, Asia, Cañete, Chincha, Pisco, Marcona, Zarumilla, Sullana, Catacaos